# Angelos Pavlakakis
Angelos Pavlakakis (řecky Άγγελος Παυλακάκης * 7. listopadu 1976) je bývalý řecký atlet, běžec, sprinter.
Během 90. let 20. století patřil mezi evropskou sprinterskou špičku. Jeho prvním úspěchem byla bronzová medaile v běhu na 100 metrů na evropském juniorském šampionátu v roce 1995. V roce 1998 se stal halovým mistrem Evropy v běhu na 60 metrů. O dva roky později na dalším halovém šampionátu skončil v této disciplíně třetí.